# Eupithecia massiliata
Eupithecia massiliata är en fjärilsart som beskrevs av Pierre Millière 1865. Eupithecia massiliata ingår i släktet Eupithecia och familjen mätare. Inga underarter finns listade i Catalogue of Life.